# Ayman Asfari
Ayman Asfari (arabe : أيمن أصفري), né le 8 juillet 1958 en Syrie, est un homme d'affaires du secteur pétrolier, de nationalité syrienne. Il est le 46e plus riche milliardaire britannique, avec une fortune nette équivalente à 1,1 milliard de dollars américains. Il est également le directeur exécutif de Petrofac, une compagnie pétrolière dont le siège est basée à Jersey, un paradis fiscal britannique situé dans les îles anglo-normandes.

## Biographie
La fondation Asfari (anglais : Asfari Foundation est établie en 2006 par Ayman et Sawsan Asfari et est basée à Londres. Elle est fondée par la famille Asfari et comporte cinq gérants. La fondation supporte des projets qui encourage le développement de société civiles et fournit des services humanitaires d'urgence. Elle offre également des formations académiques. Cette fondation à notamment financé lInstitut Asfari pour la société civile et de la citoyenneté (Acronyme : AIAUB, Asfari Institute for Civil Society and Citizenship créé par l'American University of Beirut (AUB).
Ayman Asfari a également fondé The Syria Campaign, un organisme d'information qui soutient les Casques blancs et prône une transition politique en Syrie. 
En mai 2017, Asfari et sa femme font une donation de 100 000 livres sterling pour la campagne électorale du Parti conservateur britannique, quelques jours avant qu'Asfari ait un rendez-vous pour un entretien par le Serious Fraud Office, en relation avec l'enquête à propos de ses relations avec l'Unaoil (en) (une entreprise pétrolière basée sur le paradis fiscal de Monaco. Ayman et Sawsan Asfari ont donné un total de 794 000 livres au parti entre 2009 et 2017.